# Haidt (Hof)

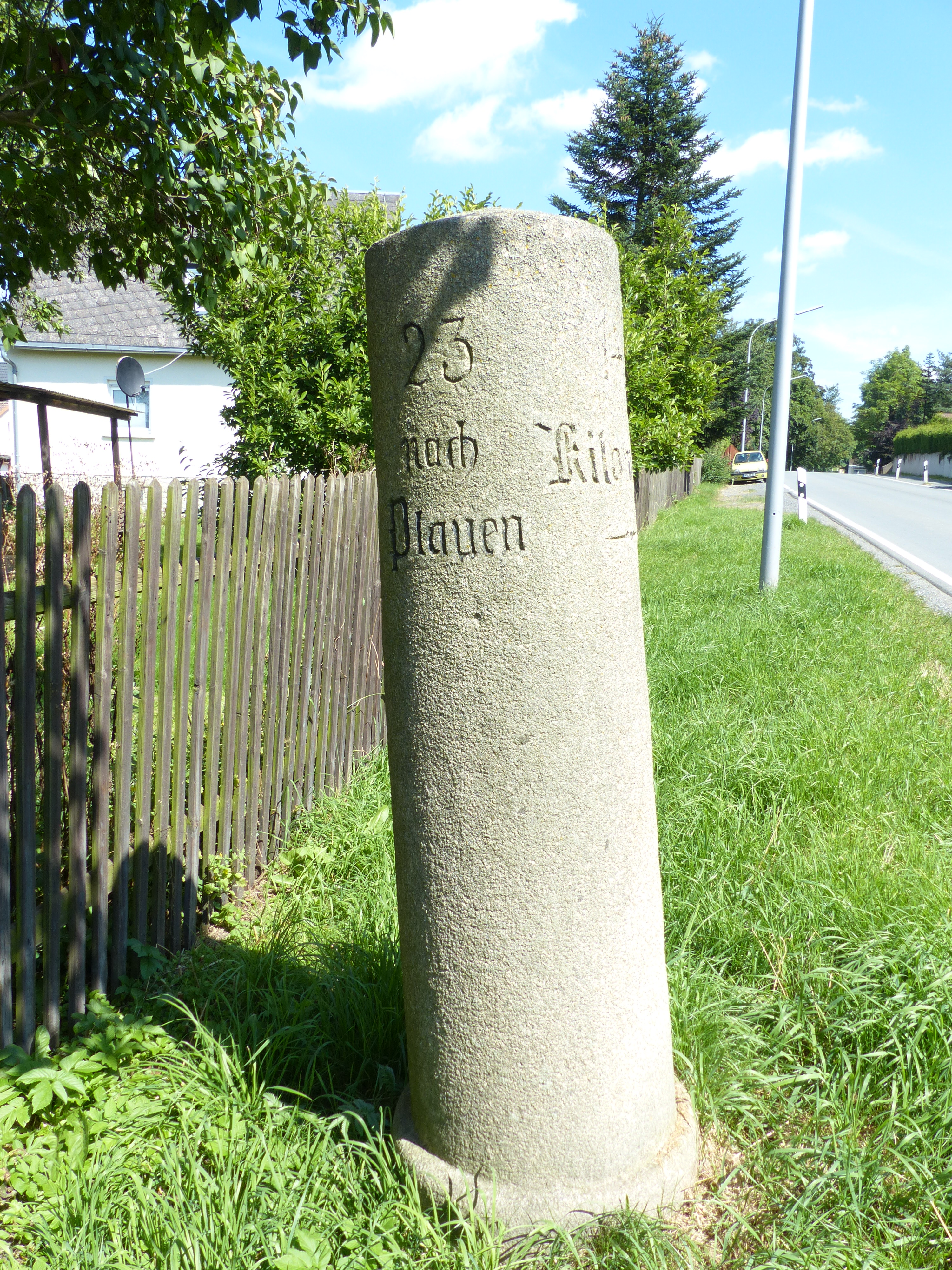
Alter Wegweiser

Haidt ist ein Gemeindeteil der kreisfreien Stadt Hof in Oberfranken. Die Gemarkung Haidt liegt teils auf dem Gemeindegebiet von Gattendorf (Gemarkungsteil 0), teils auf dem Gemeindegebiet von Hof (Gemarkungsteil 1). Sie hat eine Fläche von 11,394 km² und ist in 1130 Flurstücke aufgeteilt, die eine durchschnittliche Fläche von 10083,51 m² haben. In ihr liegen neben dem namensgebenden Ort die Gattendorfer Gemeindeteile Gumpertsreuth, Neuenreuth, Oberhartmannsreuth, Oberhöll und Unterhöll (zum Teil).

## Geografie
Das Dorf liegt am Krebsbach, einem rechten Zufluss der Sächsischen Saale. Im Westen befindet sich der Gewerbepark Hochfranken und ein Golfplatz. Die Bundesstraße 173 führt nach Hof (2,8 km südwestlich) bzw. zur Anschlussstelle 2 der Bundesautobahn 93 (2,3 km nordöstlich). Gemeindeverbindungsstraßen führen nach Leimitz (1,8 km südlich) und zum Luitpoldhain (1,5 km südwestlich).

## Geschichte
1348 stiftete Gertrude von Uttenhofen dem Kloster Hof den sogenannten Rödelshof (=Haus Nr. 4 von Haidt nach der Bayerischen Uraufnahme). 1390 waren neben dem Kloster Hans von Feilitzsch und Hermann von Dobeneck. 1502 bestand Haidt aus 13 Anwesen. Gegen Ende des 18. Jahrhunderts bestand Haidt aus neun Anwesen. Die Hochgerichtsbarkeit sowie die Dorf- und Gemeindeherrschaft hatte das bayreuthische Stadtvogteiamt Hof. Grundherren waren das Klosteramt Hof (1 Anwesen) und das Kastenamt Hof (8 Anwesen).
Von 1797 bis 1810 unterstand Haidt dem Justiz- und Kammeramt Hof. Nachdem im Jahr 1810 das Königreich Bayern das Fürstentum Bayreuth käuflich erworben hatte, wurde der Ort bayerisch. Infolge des Ersten Gemeindeedikts wurde Haidt dem 1812 gebildeten Steuerdistrikt Trogen zugewiesen. Zugleich entstand die Ruralgemeinde Haidt mit den Orten Gumpertsreuth, Knollenhaus, Oberhartmannsreuth, Oberhöll und Unterhöll. Sie war in Verwaltung und Gerichtsbarkeit dem Landgericht Hof zugeordnet und in der Finanzverwaltung dem Rentamt Hof (1919 in Finanzamt Hof umbenannt). Ab 1862 gehörte Haidt zum Bezirksamt Hof (1939 in Landkreis Hof umbenannt). Die Gerichtsbarkeit blieb beim Landgericht Hof (1879 in Amtsgericht Hof umgewandelt). In der zweiten Hälfte des 19. Jahrhunderts wurde auf dem Gemeindegebiet Neuenreuth gegründet. 1964 hatte die Gemeinde eine Gebietsfläche von 11,369 km². Im Zuge der Gebietsreform in Bayern wurde die Gemeinde Haidt am 30. April 1978 aufgelöst: die Gemeindeteile Gumpertsreuth, Neuenreuth, Oberhartmannsreuth, Oberhöll und Unterhöll kamen zur Gemeinde Gattendorf, das Dorf Haidt wurde in die Stadt Hof eingegliedert.

### Einwohnerentwicklung
Gemeinde Haidt
| Jahr      | 1819  | 1840   | 1852   | 1855   | 1861   | 1867   | 1871   | 1875   | 1880   | 1885   | 1890   | 1895   | 1900   | 1905   | 1910   | 1919   | 1925   | 1933   | 1939   | 1946   | 1950   | 1952   | 1961  | 1970   |
| Einwohner | 307   | 357    | 413    | 411    | 480    | 523    | 491    | 512    | 474    | 439    | 442    | 415    | 432    | 469    | 519    | 444    | 442    | 432    | 369    | 531    | 530    | 534    | 495   | 423    |
| Häuser    |       |        |        |        |        |        | 62     |        |        | 63     | 62     |        | 64     |        |        |        | 63     |        |        |        | 64     |        | 78    |        |
| Quelle    | [ 7 ] | [ 14 ] | [ 14 ] | [ 14 ] | [ 15 ] | [ 16 ] | [ 17 ] | [ 18 ] | [ 19 ] | [ 20 ] | [ 21 ] | [ 14 ] | [ 22 ] | [ 14 ] | [ 23 ] | [ 14 ] | [ 24 ] | [ 14 ] | [ 14 ] | [ 14 ] | [ 25 ] | [ 14 ] | [ 8 ] | [ 26 ] |

Ort Haidt
| Jahr      | 1799  | 1819  | 1861   | 1871   | 1885   | 1900   | 1925   | 1950   | 1961  | 1970   | 1987   | 2007 |
| Einwohner | 79    | 74    | 106    | 124    | 91     | 108    | 149    | 178    | 170   | 166    | 205    | 200  |
| Häuser    | 9     |       |        |        | 13     | 13     | 16     | 17     | 22    |        | 56     |      |
| Quelle    | [ 6 ] | [ 7 ] | [ 15 ] | [ 17 ] | [ 20 ] | [ 22 ] | [ 24 ] | [ 25 ] | [ 8 ] | [ 26 ] | [ 27 ] |      |

## Religion
Haidt ist seit der Reformation evangelisch-lutherisch geprägt und bis heute nach St. Michaelis (Hof) gepfarrt.

## Kultur und Öffentliche Einrichtungen

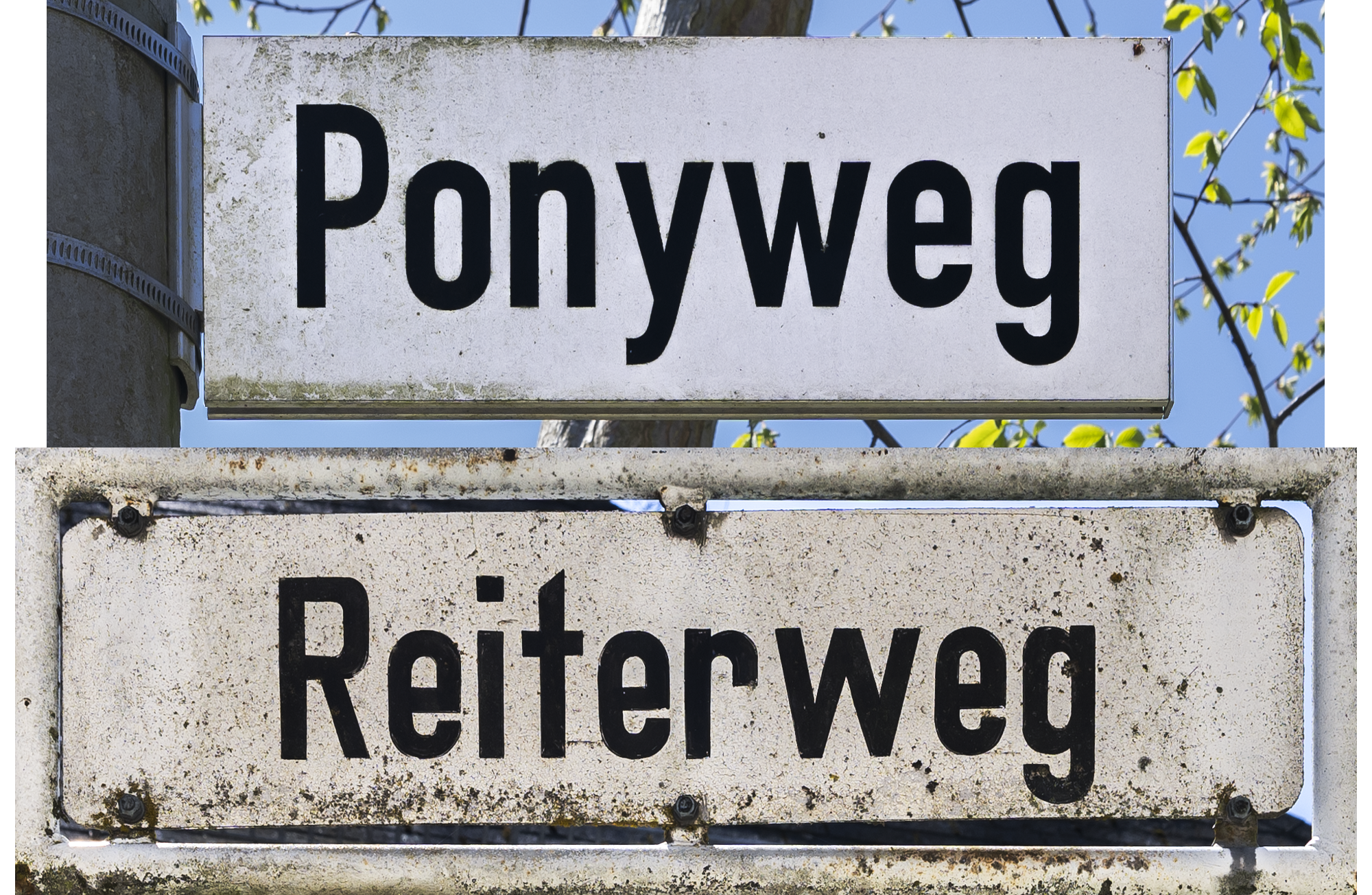
Die Bedeutung von Pferden lässt sich in Haidt ganz klar ablesen

Haidt hat größere Bedeutung im Pferdesport. So gibt es einen Reiterhof  und Reitsportanlagen. Es finden regelmäßig Reitturniere statt.
In Haidt hat die Freiwillige Feuerwehr der Stadt Hof ein Feuerwehrhaus, die Wache 7 Leimitz-Haidt. Aufgrund von Personalmangel wurde die Wache im Jahr 2013 aufgelöst, die aktiven Feuerwehrleute gliederten sich der Wache Leimitz an.

## Verkehr
Bis 2019 wurde Haidt von der Linie 21 (Hof nach Plauen) an die Stadt angebunden. Seitdem fährt die Linie 7 von Leimitz und Haidt über das Stadtzentrum nach Krötenhof.